# Streblosoma dytikos
Streblosoma dytikos är en ringmaskart som beskrevs av Anne D. Hutchings och Glasby 1990. Streblosoma dytikos ingår i släktet Streblosoma och familjen Terebellidae. Inga underarter finns listade i Catalogue of Life.